# Матиос, Мария Васильевна
Мари́я Васи́льевна Матио́с (укр. Марія Василівна Матіос; род. 19 декабря 1959, Ростоки, Черновицкая область) — украинская писательница (поэтесса, прозаик) и политик. Народный депутат Украины VII созыва от партии «Украинский демократический альянс за реформы Виталия Кличко», и VIII созыва от партии «Блок Петра Порошенко». Лауреат Национальной премии Украины имени Тараса Шевченко (2005).

## Биография
В 1982 году окончила филологический факультет Черновицкого государственного университета (теперь Черновицкий национальный университет имени Юрия Федьковича), отделение украинского языка и литературы.
Работала библиотекарем университетской библиотеки.
8 лет — на Черновицком машиностроительном заводе.
Была заместителем председателя Черновицкой областной организации Союза писателей, ответственным секретарем «Буковинського журналу». Работала помощником секретаря СНБО Украины.
С 2003 года — заместитель председателя Комитета по Национальной премии Украины имени Тараса Шевченко.
Первые стихи напечатала в 15 лет.
В прозе дебютировала в 1992 году в журнале «Київ», опубликовав новеллу «Юр’яна і Довгопол». Предисловие к публикации написал Владимир Дрозд.
С 2012 года стала № 2 в избирательном списке Политической партии «УДАР Виталия Кличко» на выборах в Верховную раду Украины.
С 2014 года — стала № 7 в избирательном списке Блока Петра Порошенко в парламенте страны.
Брат — Заместитель Генерального Прокурора Украины — Начальник Главного управления процессуального руководства и Главный военный прокурор Украины (2014—2019) Анатолий Матиос (род. 1969).

## Творчество
Автор 22 книг поэзии и прозы.
Сборники стихов:
- «З трави і листя» (1982)
- «Вогонь живиці» (1986)
- «Сад нетерпіння» (1994)
- «Десять дек морозної води» (1995)
- «На Миколая» (1996)
- «Жіночий аркан» (2001)
- «Жіночий аркан у саду нетерпіння» (2007)

Проза:
- «Нація[укр.]» (2001)
- «Життя коротке» (2001)
- «Бульварний роман» (2003)
- «„Фуршет“ від Марії Матіос» (2003)
- «Солодка Даруся[укр.]» (2004)
- «Щоденник страченої» (2005)
- «Містер і місіс Ю в країні укрів» (2006)
- «Нація. Одкровення.» (2006)
- «Майже ніколи не навпаки» (2007)
- «Москалиця; Мама Мариця — дружина Христофора Колумба» (2008)
- «Кулінарні фіґлі» (2009)
- «Чотири пори життя» (2009)
- «Вирвані сторінки з автобіографії[укр.]» (2010)
- «Армагедон уже відбувся» (2011)
- «Черевички Божої матері» (2013)
- «Приватний щоденник. Майдан. Війна…» (2015)
- «Букова земля» (2019)

Входит в сотню наиболее влиятельных женщин Украины
Скандал вызвало сравнение в одном из произведений Матиос обелиска на Могиле Неизвестного солдата в Киеве с «фаллосом». Была попытка возбудить против Матиос уголовное преследование. Премьер-министр Украины Николай Азаров назвал это высказывание «маразмом и подлостью», и высказал сожаление, что «оно не вызвало в стране резонанс, не вызвало осуждение, не вызвало возмущения», а академик Пётр Толочко сказал, что «Матиос как женщине можно и посочувствовать», и что провоцирование подобных отзывов — возможно, реклама для неё.

## Переводы
Роман «Солодка Даруся» вышел отдельным изданием на польском, русском, хорватском, немецком («Haimon»), литовском, французском («Gallimard»), итальянском языках. Ожидается выход на английском, сербском языке.
В произведении говорится о женщине, которую в селе считают немой, не в своем уме и вообще опасаются. В детстве девочка выдала родителей военным, пришедшим с обыском. В 10-летнем возрасте пережила большой стресс, у неё умерла мать, из-за чего девочка и заболела (мучают головные боли после того как съест конфету), стала не в своем уме, а также онемела. В селе её называют Сладкой Дарусей. Со времени выхода романа «Сладкая Даруся», это произведение выдержало 6 изданий общим тиражом более 200 тысяч.
В 2007 году российское издательство «Братонеж» выпустило роман «Даруся сладкая» (российское название «Солодкой Даруси», перевод с украинского Елены Мариничевой и С. Соложенкиной, под общей редакцией Елены Мариничевой) и сборник новелл «Нация» (перевод и редакция Елены Мариничевой). Оба произведения объединены под одной обложкой, книга названа «Нация».
Роман «Черевички Божьей матери» переведен на русский язык (издательство «Фолио»), на немецкий язык («Haimon»)
Книга «Нація» переведена на польский, русский язык.
Роман «Майже ніколи не навпаки» вышел отдельным изданием на английском языке в Голландии.
Новелла «Апокалипсис» переведен на иврит, немецкий, французский, русский, азербайджанский, армянский язык. Новелла вышла отдельным изданием на английском языке в Австралии.
Отрывки из отдельных сочинений переведены на румынский, французский, немецкий, чешский, узбекский язык.
«Москалиця» и «Мама Маріца» вышли на английском языке в Австралии.

## Премии
- Лауреат Национальной премии Украины имени Тараса Шевченка (2005) за роман «Солодка Даруся». Автором подачи на Шевченковскую премию был Павел Загребельный.
- Победитель конкурса «Книжка года[укр.]» за роман «Солодка Даруся[укр.]» (2005).
- Победитель конкурса «Книжка года» за роман «Майже ніколи не навпаки» (2007).
- Гран-при конкурса «Коронация слова[укр.]» за роман «Майже ніколи не навпаки» (2007).
- Заслуженный работник культуры Украины (2008).
- Победитель конкурса «Книжка года» за роман «Москалиця. Мама Маріца» (2008).
- Лауреат литературной премии «Благовист» и премии им. Владимира Бабляка (в отрасли публицистики).
- Орден княгини Ольги III степени (2015)[10]

## Экранизации

### Кинопроект «Солодка Даруся»
16 марта 2015 года в Киеве состоялась официальная презентация кинопроекта «Солодка Даруся». Экранизация романа стала результатом совместной работы Марии Матиос и украинского кинорежиссёра Александра Денисенко. Работа над кинопроектом осуществляется под патронатом Президента Украины Петра Порошенко, и при поддержке лауреата премии «Оскар», режиссёра Анджея Вайды, Славомира Издзяка, Анджея Струмилло, министра культуры Украины, Виталия Кличко.